# François-Renaud Labarthe
François-Renaud Labarthe (...) è uno scenografo francese.
Ha curato le scenografie di ogni film o progetto televisivo del regista Olivier Assayas sin dall'esordio con Il disordine (1986).

## Filmografia

### Scenografo

#### Cinema
- Il disordine (Désordre), regia di Olivier Assayas (1986)
- Adèle Frelon est-elle là?, regia di Laurence Ferreira Barbosa – cortometraggio (1986)
- Il bambino d'inverno (L'Enfant de l'hiver), regia di Olivier Assayas (1989)
- Contro il destino (Paris s'éveille), regia di Olivier Assayas (1991)
- Riens du tout, regia di Cédric Klapisch (1992)
- Les histoires d'amour finissent mal... en général, regia di Anne Fontaine (1993)
- Une nouvelle vie, regia di Olivier Assayas (1993)
- Irma Vep, regia di Olivier Assayas (1996)
- Fin août, début septembre, regia di Olivier Assayas (1998)
- A mia sorella! (À ma sœur!), regia di Catherine Breillat (2001)
- De l'amour, regia di Jean-François Richet (2001)
- Demonlover, regia di Olivier Assayas (2002)
- Clean - Quando il rock ti scorre nelle vene (Clean), regia di Olivier Assayas (2004)
- Une aventure, regia di Xavier Giannoli (2005)
- Quand j'étais chanteur, regia di Xavier Giannoli (2006)
- Les Ambitieux, regia di Catherine Corsini (2004)
- Lady Chatterley, regia di Pascale Ferran (2006)
- Boarding Gate, regia di Olivier Assayas (2007)
- Une vieille maîtresse, regia di Catherine Breillat (2007)
- Julia, regia di Érick Zonca (2008)
- À l'origine, regia di Xavier Giannoli (2009)
- My Little Princess, regia di Eva Ionesco (2011)
- Superstar, regia di Xavier Giannoli (2012)
- Qualcosa nell'aria (Après mai), regia di Olivier Assayas (2012)
- Lo sconosciuto del lago (L'Inconnu du lac), regia di Alain Guiraudie (2013)
- Sils Maria (Clouds of Sils Maria), regia di Olivier Assayas (2014)
- Personal Shopper, regia di Olivier Assayas (2016)
- Il mondo è tuo (Le monde est à toi), regia di Romain Gavras (2018)
- Il gioco delle coppie (Doubles Vies), regia di Olivier Assayas (2018)
- High Life, regia di Claire Denis (2018)
- Io, regia di Jonathan Helpert (2019)
- Wasp Network, regia di Olivier Assayas (2019)
- Hors du temps, regia di Olivier Assayas (2024)

#### Televisione
- Carlos – miniserie TV, 1ª puntata (2010)
- The Serpent – miniserie TV, 8 puntate (2021)
- Irma Vep - La vita imita l'arte (Irma Vep) – miniserie TV, 8 puntate (2022)

### Altro
- Irma Vep, regia di Olivier Assayas (1996) - cameo
- 9 settimane e ½ - La conclusione (Love in Paris), regia di Anne Goursaud (1997) - art director dell'unità francese
- Boarding Gate, regia di Olivier Assayas (2007) - cameo
- Lo sconosciuto del lago (L'Inconnu du lac), regia di Alain Guiraudie (2013) - attore e costumista

## Riconoscimenti
- BAFTA TV Award
  - 2022 - Candidatura alla migliore scenografia per The Serpent
- Premio César
  - 2007 - Candidatura alla migliore scenografia per Lady Chatterley
  - 2010 - Candidatura alla migliore scenografia per À l'origine